# Gaston Curbelo
Carlos Gaston Curbelo Mareco  (* 8. April 1976 in Nancy) ist ein ehemaliger französisch-uruguayischer Fußballspieler.
Bis 2010 stand der Stürmer beim AS Nancy in der Ligue 1 unter Vertrag. Der 1,76 m große Rechtsfuß ist der Sohn des ehemaligen französischen Nationalspielers Carlos Curbelo.

## Karriere
1980 zog die Familie von Nancy nach Nizza. Dort schloss sich Curbelo den Jugendabteilungen des OGC Nizza an. In den 1990er Jahren zog die Familie nach Uruguay. Daraufhin ging Curbelo zum Verein Huracán Buceo in der Hauptstadt Montevideo. 1999 wurde er in die Profimannschaft berufen. In der darauf folgenden Saison absolvierte er insgesamt sechs Partien.
2000 wurde er ursprünglich für zwei Jahre an den AS Nancy ausgeliehen. Erst in den letzten Spieltagen seiner zweiten Saison erkämpfte er sich einen Stammplatz in der Mannschaft, sodass der AS Nancy eine Kaufoption geltend machte und Curbelo verpflichtete. 
2005 stieg Gaston Curbelo mit dem AS in die erste Liga auf. Obwohl er wegen einer Knöchelverletzung in der Saison 2005/06 für fast sechs Monate ausfiel, erkämpfte er sich den Stammplatz zurück. 2006 wurde er mit dem Verein Ligapokalsieger.
Beim AS Nancy besaß Gaston Curbelo einen bis 2010 gültigen Vertrag, der nicht verlängert wurde. Curbelo ist daher seit Beginn der Saison 2010/11 vereinslos.